# Археологический музей Полийироса
Археологический музей Полийироса (греч. Αρχαιολογικό Μουσείο Πολυγύρου) — музей в Греции. Представляет археологические находки не только города Полийироса в Центральной Македонии, но и всего полуострова Халкидики.

## Музей
Музей расположен на площади Ироон (площади Героев, Πλατεία Ηρώων) в центре города. Находки охватывают период с бронзового века по римский период и происходят из Стагира (Олимпиады), Торони, Пиргадикии, Афитоса, Полийироса, Иерисоса, Стратониона, а также из древнего Олинфа.
Наиболее значительные экспонаты включают куроса архаического периода, оружие и украшения позднего архаического и классического периодов, мраморную голову Диониса из древнего Афитоса (IV век до н. э.), чёрнофигурный кратер из Врастамы (конец VI века до н. э.), и две мраморные надгробные статуи из Стратониона (I век до н. э.). Особое значение имеют находки из города и захоронений в Олинфе, архаического и классического периодов, поскольку они дают полную картину ежедневной деятельности и общественной жизни того времени.
Музей принимает выставку под названием «Три колонии Андроса в Халкидики: Сана, Аканф, Стагир» с 1998 года. Среди многих других экспонатов, три статуи греческой богини Ники, снятых с кровли храма VI века до н. э., которые первоначально стояли в городе Сане и позже были включены в городской комплекс в Уранополисе.
Благодаря своей экспозиции, музей Полигироса получил в 1998 году «Приз Правления музеев доисторических и классических древностей».

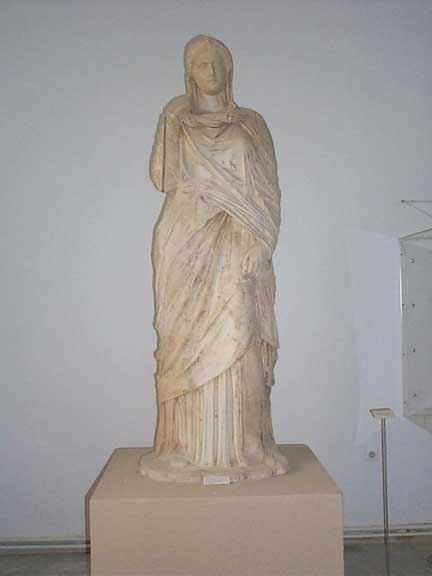
Статуя Геры из Стратониона[греч.]
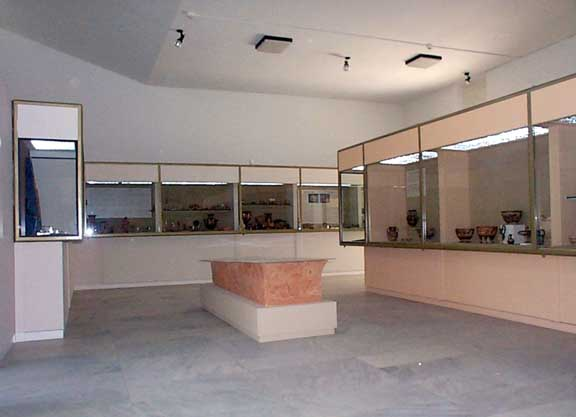
Вид музея
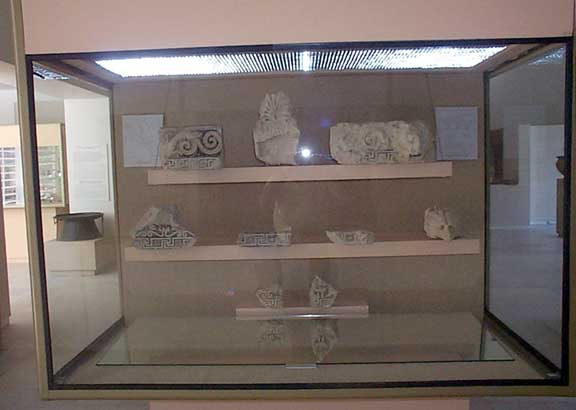
Глиняные элементы святилища Зевса-Аммона из Афитоса[греч.]